# Alice Tegnér
Alice Charlotta Tegnér, ogift Sandström, född 12 mars 1864 i Karlshamn, död 26 maj 1943 i Djursholm, var en svensk tonsättare, musiklärare och organist.
Alice Tegnér utbildade sig till lärare i Stockholm, kom till Djursholm där hon blev en centralgestalt och musikalisk ledare. Hon anses vara en av de främsta svenska skaparna av barnvisor under 1900-talets första hälft och gav ut "Sjung med oss, Mamma!". Bland hennes mest kända barnvisor återfinns "Bä, bä, vita lamm" och "Mors lilla Olle". Hon tonsatte även "Gläns över sjö och strand" med text av Viktor Rydberg.

## Uppväxtåren

### Familjebakgrund
Alice Sandström var näst äldst i en syskonskara på fyra (Nanna, Alice, Eduard och John), växte upp på Drottninggatan i Karlshamn. Fadern Eduard Sandström var sjökapten och systrarna fick ibland följa med på skeppet Falco på resorna på Östersjön. Fadern var musikalisk och hade ett piano i sin hytt, där dottern Alice komponerade sina första melodier.[källa behövs] Modern var Sophie Laurentia Brobeck.
Alice Tegnér gifte sig med Jakob Tegnér 1885. Han var häradshövding och sedan protokollsekreterare vid Högsta domstolen i Stockholm, son till prosten Christoffer Tegnér och sonson till Esaias Tegnér samt bror till Esaias Tegnér den yngre. Alice och Jakob Tegnér fick två söner, Gösta (1887–1966) och Torsten (1888–1977). Familjen Tegnér tillbringade många somrar på Södra Äng i Ormaryd, en liten by i Småland mellan Nässjö och Eksjö. Där på Södra Äng lät Alice Tegnér uppföra ett hus, Villa Sola, som stod klart 1897.

### Utbildning
Hon ansågs mycket musikalisk, med absolut gehör och började tidigt ta pianolektioner, först för organisten i Karlshamn Carl Fredrik Ullman och sedan för dennes efterträdare Wilhelm Theodor Söderberg. Familjen hade inte råd[källa behövs] att låta henne utbilda sig till musiker utan hon gick på Högre lärarinneseminariet i Stockholm och utbildade sig till lärare.

## Karriär

### Finland
Efter studierna reste hon till Finland för en anställning som guvernant under ett år, hos en godsägarfamilj i Savolax, där hon också lärde sig finska. Då hon 1884 undervisade Frans Beijers barn, blev hon bekant med juristen Jakob Tegnér (1851–1926). De spelade och sjöng tillsammans och 1885 gifte hon sig med honom.[källa behövs]

### Djursholm

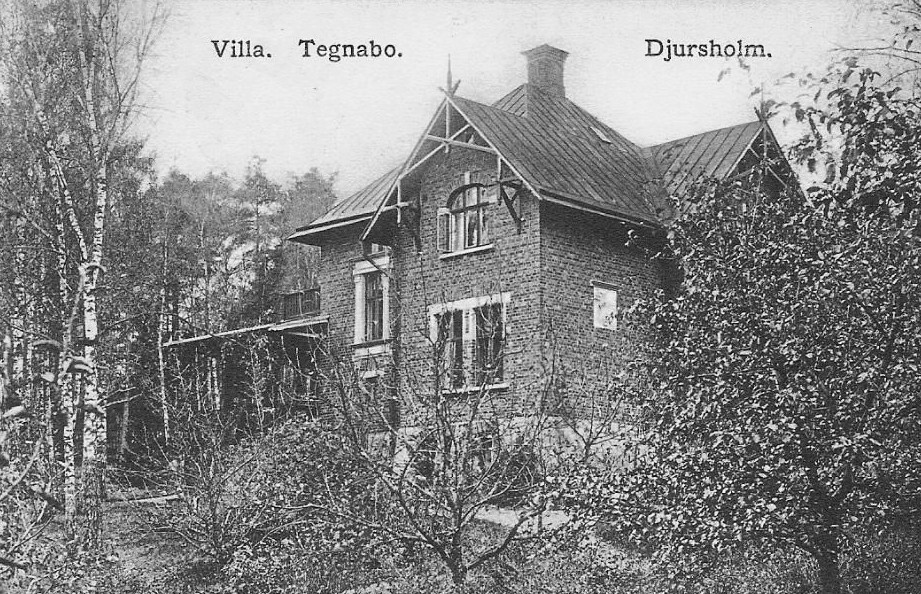
Villa Tegnabo, Djursholm.

Familjen flyttade 1891 till villa "Tegnabo" i Djursholms villasamhälle. Här blev Alice Tegnér en musikalisk centralgestalt och musikalisk ledare, det var här som hon komponerade flera av sina barnvisor. I det tegnérska hemmet sjöngs hennes visor och barnens lekkamrater i Djursholm sjöng samma visor. På så sätt spreds Tegnérs första barnvisor och 1892 lät hennes svåger, bokförläggaren Fredrik Skoglund, ge ut den första samlingen av "Sjung med oss, Mamma!", som totalt publicerades i nio häften mellan åren 1892 och 1934. Kring sekelskiftet 1900 bodde paret Alice och Jakob Tegnér på Tullinge gård i nuvarande Botkyrka kommun. År 1912 flyttade familjen Tegnér till Villa Kikut vid Tullingesjön. Efter makens död 1926 bosatte hon sig på Karlavägen i Stockholm.[källa behövs]
Alice Tegnér var lärare i Djursholms samskola och från 1898 kantor i Djursholms kapell, där Natanael Beskow var predikant.[källa behövs]

## Musikgärning

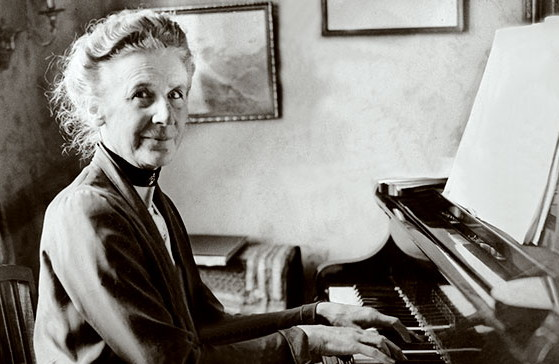
Alice Tegner vid pianot.

Alice Tegnér är ansedd som den främsta svenska skaparen av barnvisor under 1900-talets första hälft. Tegnér var bland de första som i sina barnvisor anlade barnets perspektiv, på samma sätt som Astrid Lindgren senare gjorde i sina barnböcker. Hennes visor, till egna och andras texter, samlades främst i Sjung med oss, Mamma! (1892–1934).
Förutom barnvisor skrev Alice Tegnér även många andra sorters musik, bland annat en stor mängd körmusik, romanser, kantater, musik för piano och cello, samt violinsonater. Tegnérs visor, körverk och piano- och violinkompositioner är inspirerade av både folk- och konstmusik, exempelvis Felix Mendelssohn och Robert Schumann.[källa behövs]
I samband med 60-årsdagen firades Alice Tegnér med en tidningsartikel, som visade hennes produktion.

## Död och eftermäle

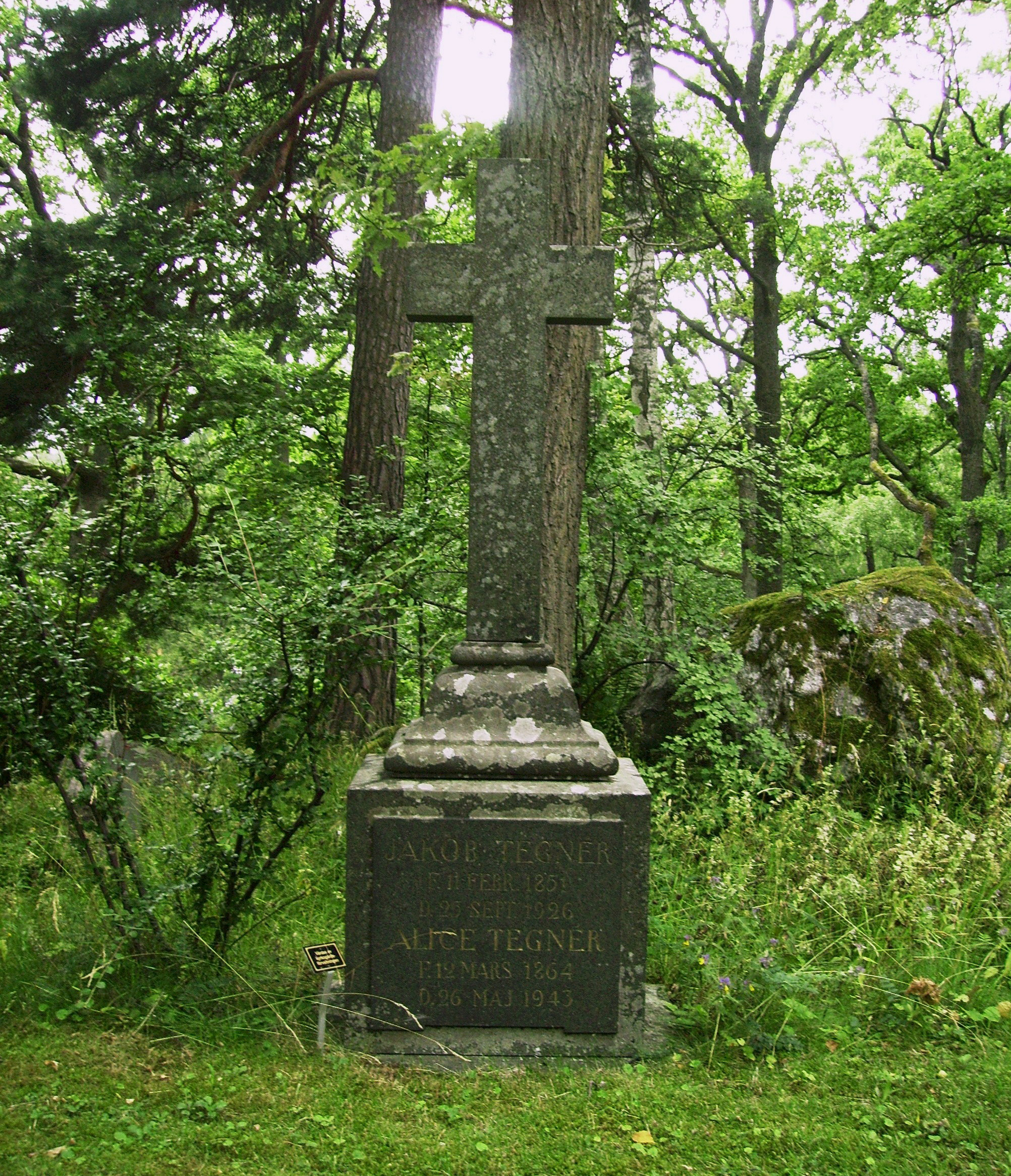
Alice Tegnérs begravningsplats.

År 1943 avled Alice Tegnér. Hon är begravd i familjegraven på Djursholms begravningsplats. Tegnér finns avbildad på svenska frimärken som gavs ut den 13 november 2014. Hennes liv har också blivit musikteater, vilket skedde 2021.

### Alice Tegnér-fonden
I samband med sin 75-årsdag 1940 överlämnade Alice Tegnér till Sveriges allmänna folkskollärareförening ett belopp, som skulle utgöra en grund till en nyinstiftad fond, Alice Tegnér-fonden. Enligt fondens stadgar skall fonden användas för att främja sångundervisningen i den svenska skolans lågstadieklasser. Sångboken Nu ska vi sjunga togs fram på initiativ av Alice Tegnér och bekostades delvis av medel ur hennes fond.

### Priser och sällskap
Till Alice Tegnérs 100-årsjubileum år 1964 instiftade Karlshamns kommun Alice Tegnér-stipendiet, att utdelas till kulturverksamma personer med anknytning till Karlshamn.
Till minne av Alice Tegnérs 50-årsdag efter hennes död instiftades år 1993 Alice Tegnér-musikpriset på 25 000 kronor, att utdelas till pristagare som gjort framstående insatser för barns musik och musicerande. Priset utdelas vartannat år i samband med minifestivalen Alice Tegnér-dagarna i Karlshamn.
År 2006 grundades Alice Tegnér Sällskapet av Tegnérs efterlevande för att förvalta minnet av hennes liv och arbete.

## Priser och utmärkelser
- 1914 – Litteris et Artibus
- 1926 – Ledamot nr 584 av Kungliga Musikaliska akademien
- 1929 – Första pris i tidningen Iduns tonsättartävling